# Suisyô Iwa
Suisyô Iwa (japanisch 水晶岩 ‚Kristallfelsen‘) ist ein 1980 m hoher Felsvorsprung im ostantarktischen Königin-Maud-Land. Er ragt 2 km südlich des Mount Fukushima im Königin-Fabiola-Gebirge auf.
Japanische Wissenschaftler nahmen 1969 Vermessungen und 1979 die Benennung vor.